# (10769) Minas Gerais
(10769) Minas Gerais (1990 UJ5) – planetoida z pasa głównego asteroid okrążająca Słońce w ciągu 5,4 lat w średniej odległości 3,08 j.a. Odkryta 16 października 1990 roku.